# Claude Puel
Claude Puel (Castres, 2 september 1961) is een Frans voetbaltrainer en voormalig voetballer. Hij was als hoofdtrainer werkzaam bij AS Monaco, Lille OSC, Olympique Lyonnais, OGC Nice, Southampton, Leicester City en Saint-Étienne. In december 2021 werd Puel ontslagen bij laatstgenoemde club. Als speler kwam hij gedurende zijn gehele loopbaan uit voor AS Monaco.

## Als speler
Puel kwam in 1977 terecht in de jeugd van AS Monaco, twee jaar later zou hij hier in het eerste elftal komen. Hij bracht hier zijn gehele actieve loopbaan door, van 1979 tot 1996. In totaal kwam de verdedigende middenvelder tot 601 wedstrijden, waarin hij viermaal scoorde. In zijn tijd bij AS Monaco won Puel de landskampioenschappen van 1982 en 1988, drie Franse bekers en een Franse supercup. In 1992 behaalde hij de finale van de Europacup II, in 1994 reikte hij met zijn club tot de halve finale van de UEFA Champions League.

## Als trainer
Nadat hij in 1996 was gestopt als voetballer nam hij als manager en veldtrainer het reserveteam van AS Monaco onder zijn hoede. Dit deed hij tot 1999, want in januari van dat jaar tekende hij als hoofdtrainer voor het eerste elftal. Onder zijn leiding won Monaco in 2000 de landstitel en voegde daar de Trophée des Champions aan toe. Het jaar daarop reikte men tot de finale van de Coupe de France, maar wist deze niet te veroveren. In juni 2001 werd zijn contract niet verlengd, waardoor hij Monaco na vierentwintig jaar verliet.
Sinds 2002 was Puel trainer van Lille OSC. In 2004 won de Noord-Franse club de UEFA Intertoto Cup. In 2005 en 2006 maakte hij indruk door in de Ligue 1 respectievelijk de tweede en de derde plaats te behalen. Hij werd hiervoor zowel door France Football (2005) als UNFP (2006) verkozen tot Trainer van het Jaar. In het seizoen 2006/07 maakte Lille ook indruk in de UEFA Champions League; met onder meer een 0–2-overwinning op uiteindelijke winnaar AC Milan reikte Lille tot de achtste finale, alwaar de ploeg werd uitgeschakeld door Manchester United.
In 2008 stapte Puel over naar Olympique Lyon. Daar behaalde hij in 2009 de derde plaats, nadat de club zeven keer kampioen was geworden en reikte Puel met Lyon tot de achtste finales van de UEFA Champions League. In 2010 werd Lyon tweede en werd de beste prestatie ooit bereikt in de UEFA Champions League; Puel behaalde met Lyon de halve finale van de belangrijkste Europese clubcompetitie, na onder meer een thuisoverwinning op Real Madrid (1–0) en een historische 1–1 in Madrid. Het seizoen 2010/11 verliep minder succesvol voor Puel en Lyon; Lyon werd derde en evenaarde daarmee de slechtste prestatie (eerder onder Puel geleverd in 2008/09) in tien jaar tijd en in de UEFA Champions League reikte de ploeg tot de achtste finales. In de laatste thuiswedstrijd van het seizoen tegen SM Caen (0–0) wilde het Lyon-publiek massaal dat Puel ontslagen zou worden en er werden zelfs kleine demonstraties tegen hem georganiseerd. In de laatste wedstrijd werd deelname aan de voorronde van de UEFA Champions League veiliggesteld dankzij een 0–2-overwinning op het dat seizoen gedegradeerde AS Monaco, waarmee de derde plaats werd bereikt. Desondanks werd Puel op 21 juni 2011 door Lyon ontslagen.
Puel werd in juni 2016 aangesteld als hoofdtrainer van Southampton, waar hij aantrad als opvolger van de naar Everton vertrokken Ronald Koeman. De Fransman eindigde in zijn eerste seizoen niet alleen keurig als achtste met The Saints, maar hij leidde Southampton ook naar de eerste grote finale sinds 2003. In de eindstrijd van de strijd om de Football League Cup was Manchester United op 26 februari echter met 3–2 te sterk. Op 14 juni 2017 bevestigde de clubleiding zijn vertrek bij Southampton, waar Puel een doorlopend contract had tot medio 2019. Hij werd opgevolgd door Mauricio Pellegrino.
Puel werd in oktober 2017 aangesteld bij Leicester City. Op 24 februari 2019 werd Puel ontslagen. In de herfst van 2019 werd hij trainer van Saint-Étienne. In zijn eerste seizoen wist hij de club ternauwernood te behouden voor degradatie door op de 17e plaats te eindigen. In de Coupe de France werd dat seizoen de finale behaald, waarin PSG te sterk was met 1-0. In het seizoen 2020/21 behaalde de club de 11e plaats in de Ligue 1. Op 5 december 2021 werd Puel uit zijn functie ontheven na een reeks matige resultaten.

## Erelijst
Als speler
 AS Monaco
- Division 1: 1981/82, 1987/88
- Coupe de France: 1980, 1985, 1991
- Trophée des Champions: 1985

Als trainer
 AS Monaco
- Division 1: 1999/00
- Trophée des Champions: 2000

 Lille OSC
- UEFA Intertoto Cup: 2004